# Lista över offentlig konst i Sollentuna kommun
Lista över offentlig konst i Sollentuna kommun är en ofullständig förteckning över utomhusplacerad offentlig konst i Sollentuna kommun.
| Titel               | Konstnär(er)           | Årtal | Beskrivning          | Typ - material                                  | Plats Koordinater                                           | Bild                |
| ------------------- | ---------------------- | ----- | -------------------- | ----------------------------------------------- | ----------------------------------------------------------- | ------------------- |
| Vevax               | Arne Jones             | 1970  |                      | Fontänskulptur (torrlagd) - Metall              | Rudbeckskolan koordinater saknas                            |                     |
| Flickan på delfinen | Ivar Johnsson          | 1978  |                      | Fontänskulptur - brons                          | Rotsunda torg koordinater saknas                            | Flickan på delfinen |
| Gäddleken           | Clarence Blum          | 1962  |                      | Fontänskulptur - brons                          | Turebergstorg koordinater saknas                            |                     |
| Hästen Saga         | Annika Heed-Danielsson |       |                      | skulptur - Betong med inblandning av marmorgrus | Helenelund, Stupvägen 66 koordinater saknas                 |                     |
| Maratonstenen       | Torben Grut            | 1913  |                      | Svart granit                                    | Intill Sollentuna kyrka, Norrviken 59.4668, 17.9194         | Maratonstenen       |
| Miman och Mimaroben | Björn Selder           |       |                      | Fontänskulptur                                  | Aniaraplatsen 59.4269, 17.9522                              |                     |
| Plockepinn          | Tomas Nordberg         |       |                      | Metall                                          | Helenelunds station koordinater saknas                      |                     |
| Sittande            | Jörgen Hammar          |       |                      | skulptur - brons                                | Aniaraplatsen 59.4269, 17.9522                              |                     |
| Ted Gärdesstad      | Annika Heed-Danielsson | 2006  |                      | skulptur - brons                                | Silverdal bostadsområdet 59.3991, 17.9918                   |                     |
| 79 – 81             | Jaro E. Brabenec       |       |                      | skulptur - Cortén                               | Malmvägen - Turebergsleden koordinater saknas               |                     |
| Solur               | Okänd                  | 1700  |                      | Relief, betong och metall                       | Aniaraplatsen, på huvudbibliotekets vägg koordinater saknas |                     |
| Älg                 | Ulf Öhrström           | 1985  |                      | skulptur - plåt                                 | på ett grund i Edsviken 59.40856, 17.99788                  |                     |
| Russka              | Tomas Nordberg         | 1995  |                      | skulptur - rostfritt stål                       | Helenelunds station 59.40879, 17.96354                      |                     |
| Den röde hanen      | Arne Jones             |       |                      |                                                 | Sollentuna brandstations torn koordinater saknas            |                     |
| Källan              | Maria Handberg         | 2011  | en svarta stendammen | svart granit                                    | Turebergs torg koordinater saknas                           |                     |
| Tidrymd             | Leif Belter            | 2011  |                      |                                                 | Turebergs torg koordinater saknas                           | Tidrymd             |